# Angle Inlet
Angle Inlet – jednostka osadnicza w Stanach Zjednoczonych, w stanie Minnesota, w hrabstwie Lake of the Woods.